# Vitex ciliata
Vitex ciliata là một loài thực vật có hoa trong họ Hoa môi. Loài này được Pierre ex Pellegr. miêu tả khoa học đầu tiên năm 1927.